# Yang di-Pertuan Besar di Negeri Sembilan
Yang di-Pertuan Besar (o Yamtuan Besar) di Negeri Sembilan è il titolo del sovrano costituzionale di Negeri Sembilan, uno dei tredici Stati della Malaysia. Il sovrano è selezionato da un consiglio detto degli undangs. Questa pratica è seguita dal 1773. Il Yamtuan Besar è scelto tra i principi delle quattro tribù di Negeri Sembilan. Questa singolare forma di governo in seguito ispirò il Primo ministro Tunku Abdul Rahman di attuare una forma di monarchia costituzionale a rotazione per la Federazione della Malesia.

## Storia

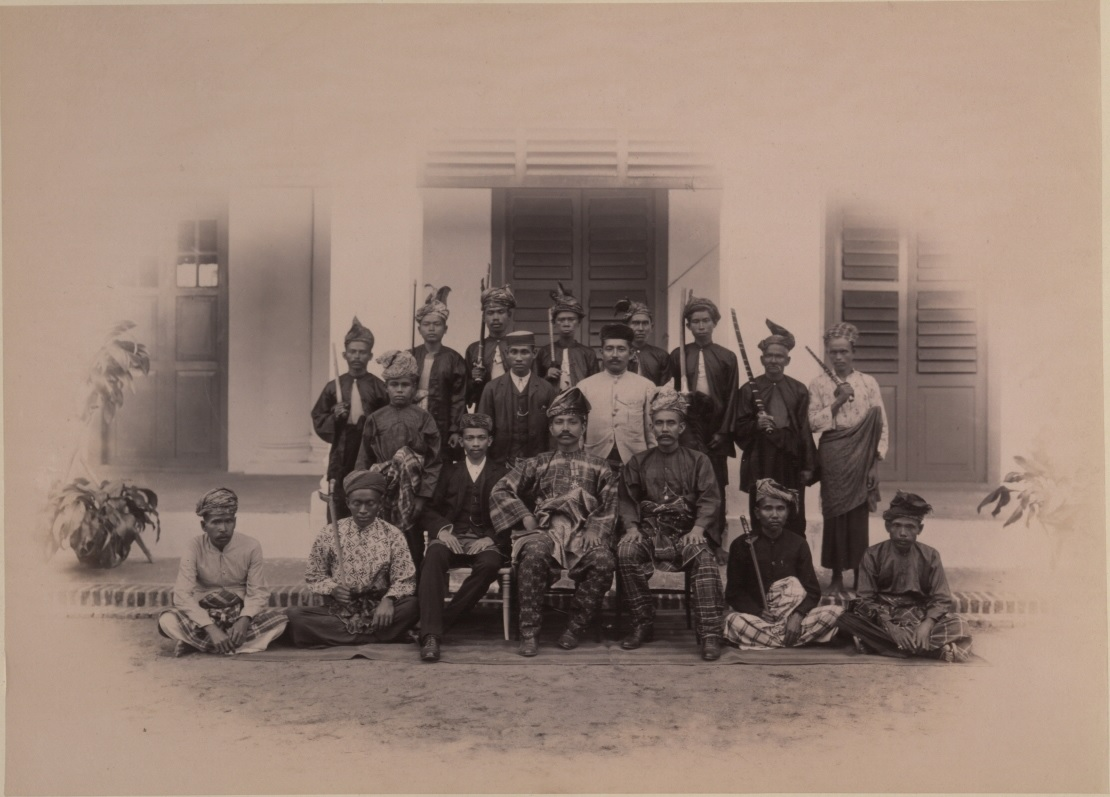
Tuanku Muhammad Shah (seduto al centro) con i suoi assistenti personali nel 1897.

Negeri Sembilan ricevette immigrati provenienti da Sumatra per centinaia di anni. Prima della realizzazione di questa singolare forma di monarchia l'area era governata dal sultano di Malacca. Dopo che questo venne sconfitto dai portoghesi, Negeri Sembilan passò sotto il governo del sultanato di Johor.
Nel 1760, Johor, entrato in conflitto con gli olandesi, decise di consentire allo Stato di trovare un leader proveniente da Minangkabau, nell'isola di Sumatra. Tra il 1760 e il 1770, un consiglio dei leader noto come Luak Penghulu (il predecessore dell'attuale Consiglio degli Undangs) partì per Pagar Ruyung in Minangkabau alla ricerca di un leader.
Il raja di Pagar Ruyung - che era ritenuto discendente di Dhu al-Qarnayn (forse Alessandro Magno o Ciro il Grande) - concesse loro un leader in suo figlio, raja Mahmud. Mahmud in seguito divenne noto come raja Melewar quando raggiunse Negeri Sembilan.
Quando il raja Melewar morì nel 1795, invece di proclamare suo figlio come nuovo leader, lo stesso Consiglio dei capi intraprese un nuovo viaggio nella loro terra di origine. Anche questa volta, il raja di Pagar Ruyong permise a uno dei suoi figli, raja Hitam, di divenire il nuovo sovrano. Raja Hitam sposò la figlia di raja Melewar, Tengku Aishah ma non ebbero figli. Morì nel 1808.
Ancora una volta, i capi del Negeri Sembilan si recarono a Minangkabau alla ricerca di un successore. Il raja di Pagar Ruyung mandò suo figlio, raja Lenggang. Egli sposò la seconda figlia di raja Hitam, Tengku Ngah. Ebbero due figli: Tengku Radin e Tengku Imam.
Prima di morire nel 1824, raja Lenggang disse che era suo desiderio che a succedergli fosse Tengku Radin. Questa volta, gli undangs non si imbarcarono per incontrare il raja di Pagar Ruyong. Così, per la prima volta nella sua storia, Negeri Sembilan ebbe un sovrano ereditario.
Yam Tuan Radin governò per trent'anni prima di morire. Gli succedette suo fratello Imam che governò per otto anni.
Quando morì, il paese era immerso nell'incertezza in quanto sia il figlio di Yam Tuan Radin, Tengku Antah, che il figlio di Imam, Tengku Ahmad Tunggal, reclamavano la corona.
Gli undangs non accettarono Tengku Ahmad Tunggal e così Tengku Antah divenne sovrano e regnò fino al 1888. Gli succedette il figlio, Tuanku Muhammad che regnò fino alla sua morte, avvenuta nel 1933.
Dopo di lui regnò Tuanku Abdul Rahman che nel 1957 divenne il primo Yang di-Pertuan Agong.
Il figlio di quest'ultimo, Tuanku Munawir, salì al trono nel 1960 e governò fino al 1967. Quando morì a succedergli fu suo fratello, Tuanku Ja'afar Tuanku Abdul Rahman. Quest'ultimo fu anche il decimo Yang di-Pertuan Agong di Malaysia. Durante questo periodo, il paese era governato dal reggente Tunku Laxamana Tunku Naquiyuddin. Alla sua morte, nel 2008, gli undangs chiamarono a succedergli suo nipote Tuanku Muhriz a cui era stato negato il trono al momento della morte del padre ufficialmente per la giovane età.

## Elenco
| N. | Nome                                               | Immagine | Inizio regno     | Fine regno       |
| -- | -------------------------------------------------- | -------- | ---------------- | ---------------- |
| 1  | Raja Melewar                                       |          | 1773             | 1795             |
| 2  | Raja Hitam                                         |          | 1795             | 1808             |
| 3  | Raja Lenggang                                      |          | 1808             | 1824             |
| 4  | Yam Tuan Raden                                     |          | 1824             | 1861             |
| 5  | Yam Tuan Imam                                      |          | 1861             | 1869             |
|    | Tuanku Antah ibni Yamtuan Radin (facente funzione) |          | 1869             | 1872             |
| 6  | Antah                                              |          | 1875             | 22 ottobre 1888  |
| 7  | Muhammad                                           |          | 22 ottobre 1888  | 1º agosto 1933   |
| 8  | Abdul Rahman                                       |          | 3 agosto 1933    | 1º aprile 1960   |
| 9  | Munawir                                            |          | 5 aprile 1960    | 14 aprile 1967   |
| 10 | Jaafar                                             |          | 18 aprile 1967   | 27 dicembre 2008 |
| 11 | Muhriz                                             |          | 29 dicembre 2008 | in carica        |